# Skleroprotopus ramuliferus
Skleroprotopus ramuliferus är en mångfotingart som beskrevs av Lim och Mikhaljova 200. Skleroprotopus ramuliferus ingår i släktet Skleroprotopus och familjen Mongoliulidae. Inga underarter finns listade i Catalogue of Life.